# Peter Gabriel (1977)
Peter Gabriel bracht in het voorjaar van 1977 een titelloos album uit. Ter onderscheiding van de drie volgende eveneens titelloze album kreeg het de bijnamen Peter Gabriel I en/of Car, dat laatste naar de platenhoes.

## Inleiding
Opnamen en uitgifte kwamen juist tot stand nadat Peter Gabriel had aangegeven niet meer te willen voldoen aan de eisen van Genesis qua opnamen, optredens etc. Bovendien voelde Gabriel zich vervreemd van de andere leden van die band en wilde hij meer tijd besteden aan zijn gezin; zijn vrouw was net bevallen. Er werd aan Gabriel geopperd om muziekproducent Bob Ezrin in te schakelen, in die jaren bekend vanwege zijn werk met onder andere Alice Cooper, Dr. John en Lou Reed (album Berlin). Gabriel had zo zijn twijfels, maar enkele gesprekken later bleken ze het prima met elkaar te kunnen vinden. Gabriel toog met musici naar Toronto (The Sound Stage) om het album onder Ezrin op te nemen. Aanvullende opnamen vonden plaats aan de andere kant van de Atlantische Oceaan in Londen, Morgan Studios en Olympic Studios. Ezrin was meer thuis in de Amerikaanse rock, terwijl Gabriel tegenwicht bood door een meer Europese stijl, zoals in Genesis, in te brengen. Ezrin stelde Tony Levin als bassist voor, terwijl Gabriel kwam met Robert Fripp en Larry Fast; Levin en Fripp zouden niet veel later collegae worden in King Crimson.
Nadat het album uitgebracht werd ging Gabriel op tournee met Fripp, Hunter, Levin, Fast, Schartzberg, Phil Aaberg (toetsen) en Maelen. Het eerst deel (Expect the unexpected) liep van 5 maart tot 30 april 1977. De tweede toer (Sightings in the test area during autumn) liep van 30 augustus tot 1 november 1977. Gitarist van dienst was toen Sid McInnes, Jerry Marotta zat achter het drumstel, Bayette bediende samen met Fast de toetsen en Levin bleef.

## Ontvangst
Het album werd redelijk positief ontvangen, al vond de een het wat onsamenhangend en de ander het beter dan en verschillend van het laatste Genesismateriaal. Het bleef in sommige ogen wat ondergewaardeerd. Jim van Alphen van Het Parool vond het een ontdekkingsreis. Trouw was het daar niet mee eens met de opmerking “fikse portie hoogdravende onzin”. De eerste versie van OOR's Pop-encyclopedie (1977) noteerde : "Hij zal nog wel eens heel groot kunnen worden". Gabriel vond het album in terugblijk enigszins overgeproduceerd met name Here comes the flood. In Frankrijk ontving het een prijs van Académie Charles-Cros. Het album komt voor in de lijst 1001 Albums You Must Hear Before You Die van Robert Dimery.
De Britten smulden van het album ; het haalde een zevende plaats in de albumlijst. In de Billboard 200 bleef het steken op plaats 38. West-Europa en Nederland zaten op de Britse visie. In de Nederlandse Album Top 20 stond het veertien weken met als hoogste notering plaats 9. Die plaats werd gehaald op 30 april 1977, maar de concurrentie was groot: (1) Rumours van Fleetwood Mac (2) Hotel California van Eagles (3) Levenslang van Robert Long (4) Year of the cat van Al Stewart, (5) Even in the Quietest Moments... van Supertramp, (6) Luxury Liner van Emmylou Harris (7) Arrival van ABBA (8) Overblijven van Herman van Veen.

## Hoes
De platenhoes zou zoals eerder genoemd de ondertitel opleveren. Afgebeeld is Peter Gabriel in de passagiersstoel (Engelse setting) van een Lancia Flavia uit 1974, in bezit van Storm Thorgerson van hoesontwerpbureau Hipgnosis. De auto is afgebeeld als na een regenbui. Het was een met de hand ingekleurde zwart-witfoto. Een alternatief was Peter Gabriel, afgebeeld met contactlenzen, die de toeschouwer in de ogen kijkt; deze, eveneens zwart-wit, werd op de middenpagina van het album afgebeeld.

## Musici
- Peter Gabriel - zang, toetsinstrumenten, dwarsfluit, blokfluit
- Robert Fripp – elektrische en klassieke gitaar, banjo
- Tony Levin – basgitaar, tuba, Barbershop Quartet
- Jozef Chirowski – toetsen
- Larry Fast – toetsen, programmeerwerk
- Allan Schwartzberg – drumstel
- Steve Hunter – akoestische gitaar op Solsbury Hill; sologitaar op Slowburn en Waiting for the big one, elektrische gitaar, slaggitaar en pedal steel
- Dick Wagner – achtergrondzang, gitaar op Here comes the flood
- Jimmy Maelen – percussie, synthbam
- Michael Gibbs met het London Symphony Orchestra op Down the Dolce Vita en Here comes the flood

Steve Hunter, Tony Levin en Dick Wagner kwamen met Ezrin mee; hij had ze ingeschakeld bij Lou Reeds album Berlin

## Muziek
| Nr. | Titel                                 | Duur |
| --- | ------------------------------------- | ---- |
| 1.  | Moribound the Burgermeister (Gabriel) | 4:20 |
| 2.  | Solsbury Hill (Gabriel)               | 4:21 |
| 3.  | Modern love (Gabriel)                 | 3:38 |
| 4.  | Excuse me (Gabriel, Martin Hall)      | 3:20 |
| 5.  | Humdrum (Gabriel)                     | 3:25 |

| Nr. | Titel                             | Duur |
| --- | --------------------------------- | ---- |
| 1.  | Slowburn (Gabriel)                | 4:36 |
| 2.  | Waiting for the big one (Gabriel) | 7:15 |
| 3.  | Down the Dolce Vita (Gabriel)     | 5:05 |
| 4.  | Here comes the flood (Gabriel)    | 5:38 |

De volgorde van de tracks op de versie muziekcassette was gewijzigd. Solsbury Hill en Modern love werden als single uitgebracht; de eerste was succesvol, de tweede juist niet. Here comes the flood was het nummer waar Gabriel het minst over te spreken was; hij zou het in tegenstelling tot op het album met orkest etc., tijdens de concerten vaak in zijn eentje zittend achter een keyboard uitvoeren.